# Angraecum

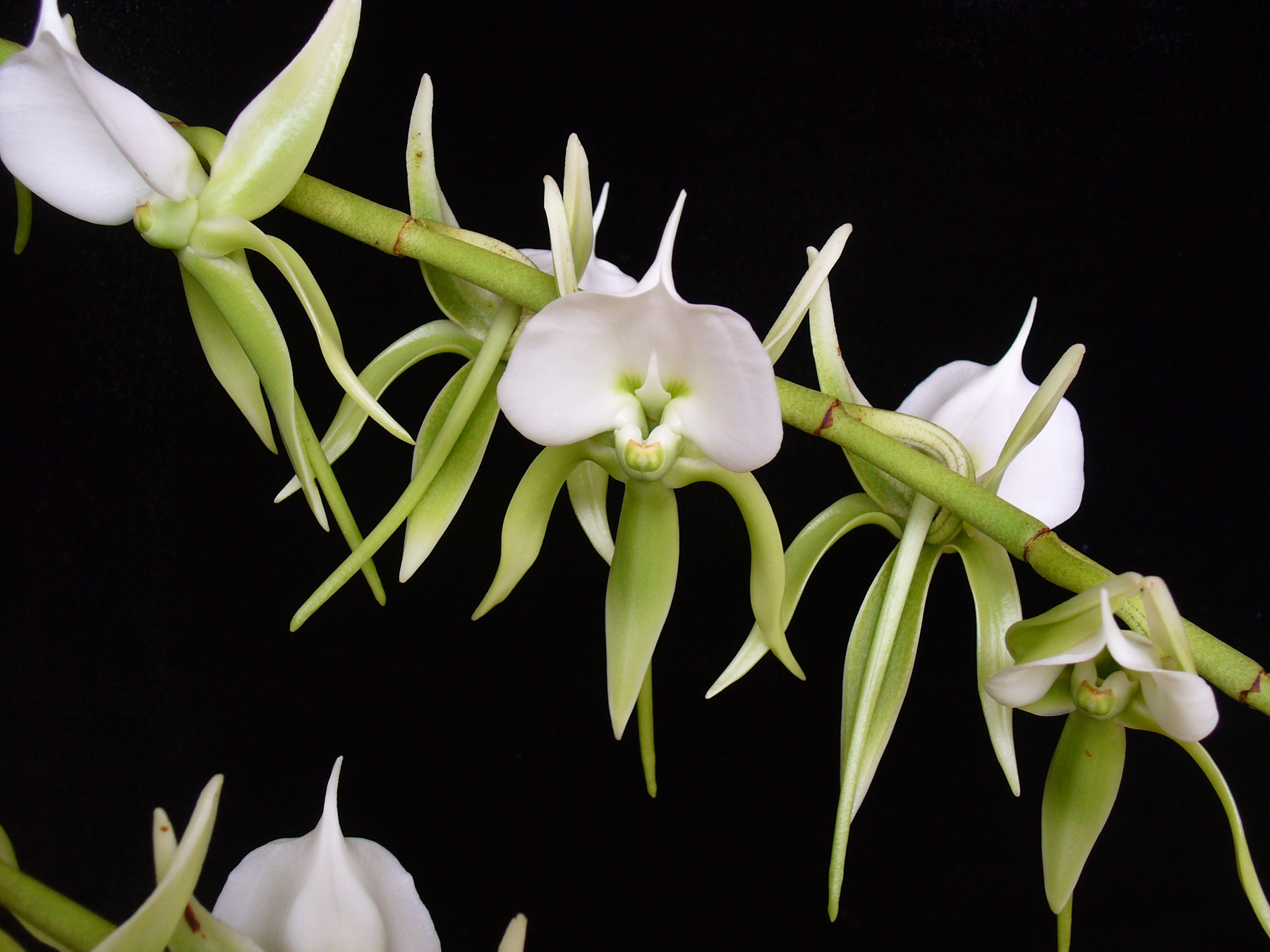
Angraecum eburneum

Angraecum – rodzaj roślin z rodziny storczykowatych (Orchidaceae) obejmujący około 220 gatunków. Większość gatunków występuje w tropikalnej Afryce (m.in. w takich krajach jak Tanzanii, Beninie, Ghanie, Nigerii, Gabonie) oraz na Madagaskarze, jeden także na Sri Lance. Można je także znaleźć na Komorach, Seszelach oraz Maskarenach. Rośliny występują na wysokościach do 2000 m n.p.m. w siedliskach wilgotnych.  
Charles Darwin po znalezieniu na Madagaskarze gatunku Angraecum sesquipedale, posiadającego 30 cm ostrogę na warżce, wywnioskował, że ponieważ nektar w tym kwiecie znajduje się na samym dnie tej odnogi, musi istnieć owad zapylający, który ma trąbkę takiej długości, aby tam dosięgnąć. Jak twierdził w innym przypadku roślina ta już by wyginęła. W ówczesnych czasach nie zostało to potraktowane poważnie. Jednakże w 1903 roku, przewidywany przez Darwina owad został odkryty. Była to ćma nocna - Xanthopan morgani. Jest to doskonały przykład zależności orchidei od specyficznych owadów zapylających.

## Morfologia
Gatunki tu należące są zróżnicowanie pod względem budowy organów wegetatywnych i generatywnych. Większość to rośliny epifityczne. Przystosowane są do wzrostu w suchym tropikalnym klimacie, dlatego ich liście są mięsiste. Kwiaty tych gatunków utrzymują się bardzo długo i są zazwyczaj białe, choć kilka gatunków ma żółte, zielone lub brunatnożółte. Wszystkie mają długie ostrogi w tylnej części warżki.

## Systematyka
Rodzaj sklasyfikowany do podplemienia Angraecinae w plemieniu Vandeae, podrodzina epidendronowe (‘’ Epidendroideae’’), rodzina storczykowate (Orchidaceae), rząd szparagowce (Asparagales) w obrębie roślin jednoliściennych.
Wykaz gatunków
- Angraecum acutipetalum Schltr.
- Angraecum affine Schltr.
- Angraecum alleizettei Schltr.
- Angraecum aloifolium Hermans & P.J.Cribb
- Angraecum ambrense H.Perrier
- Angraecum amplexicaule Toill.-Gen. & Bosser
- Angraecum ampullaceum Bosser
- Angraecum andasibeense H.Perrier
- Angraecum andringitranum Schltr.
- Angraecum angustipetalum Rendle
- Angraecum angustum (Rolfe) Summerh.
- Angraecum ankeranense H.Perrier
- Angraecum aporoides Summerh.
- Angraecum appendiculatum Frapp. Ex Cordem.
- Angraecum appendiculoides Schltr.
- Angraecum arachnites Schltr.
- Angraecum astroarche Ridl.
- Angraecum atlanticum Stévart & Droissart
- Angraecum aviceps Schltr.
- Angraecum bancoense Burg
- Angraecum baronii (Finet) Schltr.
- Angraecum bemarivoense Schltr.
- Angraecum bicallosum H.Perrier
- Angraecum birrimense Rolfe
- Angraecum borbonicum Bosser
- Angraecum brachyrhopalon Schltr.
- Angraecum bracteosum Balf.f. & S.Moore
- Angraecum breve Schltr.
- Angraecum brevicornu Summerh.
- Angraecum cadetii Bosser
- Angraecum calceolus Thouars
- Angraecum caricifolium H.Perrier
- Angraecum caulescens Thouars
- Angraecum chaetopodum Schltr.
- Angraecum chamaeanthus Schltr.
- Angraecum chermezonii H.Perrier
- Angraecum chimanimaniense G.Will.
- Angraecum cilaosianum (Cordem.) Schltr.
- Angraecum claessensii De Wild.
- Angraecum clareae Hermans & la Croix & P.J.Cribb
- Angraecum clavigerum Ridl.
- Angraecum compactum Schltr.
- Angraecum compressicaule H.Perrier
- Angraecum conchiferum Lindl.
- Angraecum conchoglossum Schltr.
- Angraecum cordemoyi Schltr.
- Angraecum coriaceum (Thunb. ex Sw.) Schltr.
- Angraecum cornigerum Cordem.
- Angraecum cornucopiae H.Perrier
- Angraecum corrugatum (Cordem.) Micheneau
- Angraecum corynoceras Schltr.
- Angraecum costatum Frapp. Ex Cordem.
- Angraecum coutrixii Bosser
- Angraecum crassifolium (Cordem.) Schltr.
- Angraecum crassum Thouars
- Angraecum cribbianum Szlach. & Olszewski
- Angraecum cucullatum Thouars
- Angraecum cultriforme Summerh.
- Angraecum curnowianum (Rchb.f.) T.Durand & Schinz
- Angraecum curvicalcar Schltr.
- Angraecum curvicaule Schltr.
- Angraecum curvipes Schltr.
- Angraecum danguyanum H.Perrier
- Angraecum dasycarpum Schltr.
- Angraecum dauphinense (Rolfe) Schltr.
- Angraecum decaryanum H.Perrier
- Angraecum decipiens Summerh.
- Angraecum dendrobiopsis Schltr.
- Angraecum didieri (Baill. Ex Finet) Schltr.
- Angraecum distichum Lindl.
- Angraecum dives Rolfe
- Angraecum dollii Senghas
- Angraecum doratophyllum Summerh.
- Angraecum drouhardii H.Perrier
- Angraecum dryadum Schltr.
- Angraecum dupontii Pailler
- Angraecum eburneum Bory
- Angraecum egertonii Rendle
- Angraecum eichlerianum Kraenzl.
- Angraecum elephantinum Schltr.
- Angraecum elliotii Rolfe
- Angraecum equitans Schltr.
- Angraecum erectum Summerh.
- Angraecum expansum Thouars
- Angraecum falcifolium Bosser
- Angraecum ferkoanum Schltr.
- Angraecum filicornu Thouars
- Angraecum firthii Summerh.
- Angraecum flavidum Bosser
- Angraecum floribundum Bosser
- Angraecum florulentum Rchb.f.
- Angraecum gabonense Summerh.
- Angraecum geniculatum G.Will.
- Angraecum germinyanum Hook.f.
- Angraecum gracile Thouars
- Angraecum hermannii (Cordem.) Schltr.
- Angraecum humbertii H.Perrier
- Angraecum humblotianum Schltr.
- Angraecum humile Summerh.
- Angraecum huntleyoides Schltr.
- Angraecum imerinense Schltr.
- Angraecum implicatum Thouars
- Angraecum inapertum Thouars
- Angraecum infundibulare Lindl.
- Angraecum keniae Kraenzl.
- Angraecum kranzlinianum H.Perrier
- Angraecum lecomtei H.Perrier
- Angraecum leonis (Rchb.f.) André
- Angraecum letouzeyi Bosser
- Angraecum liliodorum Frapp. Ex Cordem.
- Angraecum linearifolium Garay
- Angraecum lisowskianum Szlach. & Olszewski
- Angraecum litorale Schltr.
- Angraecum longicalcar (Bosser) Senghas
- Angraecum longicaule H.Perrier
- Angraecum madagascariense (Finet) Schltr.
- Angraecum magdalenae Schltr. & H.Perrier
- Angraecum mahavavense H.Perrier
- Angraecum mauritianum (Poir.) Frapp.
- Angraecum meirax (Rchb.f.) H.Perrier
- Angraecum melanostictum Schltr.
- Angraecum metallicum Sander
- Angraecum microcharis Schltr.
- Angraecum minus Summerh.
- Angraecum minutum Frapp. Ex Cordem.
- Angraecum moandense De Wild.
- Angraecum modicum Summerh.
- Angraecum mofakoko De Wild.
- Angraecum moratii Bosser
- Angraecum multiflorum Thouars
- Angraecum multinominatum Rendle
- Angraecum muscicola H.Perrier
- Angraecum musculiferum H.Perrier
- Angraecum myrianthum Schltr.
- Angraecum nanum Frapp. Ex Cordem.
- Angraecum obesum H.Perrier
- Angraecum oblongifolium Toill.-Gen. & Bosser
- Angraecum obversifolium Frapp. Ex Cordem.
- Angraecum ochraceum (Ridl.) Schltr.
- Angraecum oeonioides Bosser
- Angraecum onivense H.Perrier
- Angraecum palmicola Bosser
- Angraecum palmiforme Thouars
- Angraecum panicifolium H.Perrier
- Angraecum parvulum Ayres ex S.Moore
- Angraecum patens Frapp. Ex Cordem.
- Angraecum pauciramosum Schltr.
- Angraecum pectinatum Thouars
- Angraecum penzigianum Schltr.
- Angraecum pergracile Schltr.
- Angraecum perhumile H.Perrier
- Angraecum perparvulum H.Perrier
- Angraecum petterssonianum Geerinck
- Angraecum peyrotii Bosser
- Angraecum pingue Frapp. Ex Cordem.
- Angraecum pinifolium Bosser
- Angraecum platycornu Hermans, P.J.Cribb & Bosser
- Angraecum podochiloides Schltr.
- Angraecum popowii Braem
- Angraecum potamophilum Schltr.
- Angraecum praestans Schltr.
- Angraecum protensum Schltr.
- Angraecum pseudodidieri H.Perrier
- Angraecum pseudofilicornu H.Perrier
- Angraecum pseudopetiolatum Frapp. Ex Cordem.
- Angraecum pterophyllum H.Perrier
- Angraecum pumilio Schltr.
- Angraecum pungens Schltr.
- Angraecum pusillum Lindl.
- Angraecum pyriforme Summerh.
- Angraecum ramosum Thouars
- Angraecum ramulicola H.Perrier
- Angraecum reygaertii De Wild.
- Angraecum rhizanthium H.Perrier
- Angraecum rhizomaniacum Schltr.
- Angraecum rhynchoglossum Schltr.
- Angraecum rigidifolium H.Perrier
- Angraecum rostratum Ridl.
- Angraecum rubellum Bosser
- Angraecum rutenbergianum Kraenzl.
- Angraecum sacciferum Lindl.
- Angraecum sacculatum Schltr.
- Angraecum salazianum (Cordem.) Schltr.
- Angraecum sambiranoense Schltr.
- Angraecum sanfordii P.J.Cribb & B.J.Pollard
- Angraecum scalariforme H.Perrier
- Angraecum scottianum Rchb.f.
- Angraecum sedifolium Schltr.
- Angraecum serpens (H.Perrier) Bosser
- Angraecum sesquipedale Thouars
- Angraecum sesquisectangulum Kraenzl.
- Angraecum setipes Schltr.
- Angraecum sinuatiflorum H.Perrier
- Angraecum sororium Schltr.
- Angraecum spectabile Summerh.
- Angraecum spicatum (Cordem.) Schltr.
- Angraecum stella-africae P.J.Cribb
- Angraecum sterrophyllum Schltr.
- Angraecum stolzii Schltr.
- Angraecum striatum Thouars
- Angraecum subulatum Lindl.
- Angraecum tamarindicola Schltr.
- Angraecum tenellum (Ridl.) Schltr.
- Angraecum tenuifolium Frapp. Ex Cordem.
- Angraecum tenuipes Summerh.
- Angraecum tenuispica Schltr.
- Angraecum teres Summerh.
- Angraecum teretifolium Ridl.
- Angraecum triangulifolium Senghas
- Angraecum trichoplectron (Rchb.f.) Schltr.
- Angraecum umbrosum P.J.Cribb
- Angraecum undulatum (Cordem.) Schltr.
- Angraecum urschianum Toill.-Gen. & Bosser
- Angraecum verecundum Schltr.
- Angraecum vesiculatum Schltr.
- Angraecum vesiculiferum Schltr.
- Angraecum viguieri Schltr.
- Angraecum viride Kraenzl.
- Angraecum viridiflorum Cordem.
- Angraecum xylopus Rchb.f.
- Angraecum zaratananae Schltr.
- Angraecum zeylanicum Lindl.